# Friedrich Börstell
Friedrich von Börstell friherre till Plotsko, född i Sachsen, död 7 september 1679 i Göteborg, var en svensk militär och guvernör.
Friedrich Börstell var son till det anhaltska geheimerådet och presidenten i Bernburg Henrik von Börstel. Han blev löjtnant i svensk tjänst vid kungens livgarde med majors rang 1656. Börstell deltog i Karl X Gustavs polska krig samt i första och andra danska kriget. 1661-64 var han löjtnant med överstelöjtnants rang vid änkedrottningens livgarde till fot.
Friedrich Börstell var 1664 överstelöjtnant med befäl över sex kompanier i det av Paul Würtz kommenderade regementet med svenska hjälptrupper till de allierades krig mot turkarna 1664, men deltog aldrig i fälttåget. 1665 blev han överste och regementschef över Skaraborgs regemente, och var 1666-1673 samt 1674-1675 kommendant i Göteborg. Börstell deltog i bohuslänska fälttåget 1675 och i skånska och halländska fälttågen 1676-77 och utmärkte sig särskilt i slaget vid Halmstad, där han förde befälet över Skaraborgs regemente som stod positionerat i centerns första träff, och i slaget vid Lund, där regementet intog samma position och där Börstell själv sårades, samt i slaget vid Landskrona. Börstell upphöjdes 1676 till svensk friherre och erhöll samma år donationer i Ingermanland. Under våren 1678 verkställde han utskrivningar i Skaraborgs län och Dalsland, ock var under sommaren kommendant på Bohus fästning. Efter att belägringen av fästningen 1678 hävts utsågs han till överkommendant i Göteborg och befordrades till generalmajor. 
Börstell verkställde under våren 1679 nya utskrivningar i Skaraborgs län, och var avsedd att avgå till skånska armén. Förhållandena vid norska gränsen gjorde att han i stället sändes att ordna försvaret av Värmland. I april var han tillbaka i Göteborg, och deltog då i Gustaf Otto Stenbocks marsch mot Uddevalla men insjuknade i den smittsamma sjukdom som då härjade bland trupperna och avled i Göteborg den 9 september 1679.